# اليسار المتحد - مدريد
اليسار المتحد - مدريد هو اتحاد اليسار المتحد في مجتمع مدريد الذي تأسس في 2 أبريل 2016، بعد حل اتحاد مدريد السابق مجتمع اليسار المتحد في مدريد. وشارك فيها منظمات مثل الحزب الشيوعي في مدريد واتحاد الشباب الشيوعي الإسباني.
في الانتخابات البلدية والإقليمية في مايو 2019 استعادت تمثيلها في جمعية مدريد مع النائبين سول سانشيز وفانيسا ليلو في المجموعة البرلمانية المتحدة يمكننا الاتحاد وترك مدريد تسير على الأقدام، على الرغم من أنها فقدت تمثيلها في مجلس مدينة مدريد برئاسة المستشار السابق للاقتصاد والمالية كارلوس سانشيز ماتو.